# Крвавич, Дмитрий Петрович
Дми́трий Петро́вич Крва́вич (укр. Дмитро Петрович Крвавич; 28 сентября 1926, Княжполь, Польская республика (ныне Самборский район) — 4 апреля 2005, Львов, Украина) — украинский советский скульптор, педагог, профессор Львовской академии искусств, старший научный сотрудник отдела искусствоведения Института народоведения НАНУ. Народный художник Украинской ССР (1990).

## Биография
Родился 28 сентября 1926 года в Княжполе (ныне Львовская область, Украина).
В 1953 году окончил Львовский институт прикладного и декоративного искусства (ныне Львовская академия искусств). Оставлен в институте преподавателем скульптуры, с 1976 года — профессор Львовского института прикладного и декоративного искусства. Среди известных учеников — Народный художник Украины Франц Черняк.
В 1955—1957 годах работал в отделе скульптуры Львовской картинной галереи (ныне Львовская галерея искусств).
Умер 4 апреля 2005 года. Похоронен на Лычаковском кладбище, поле № 67.

## Творчество
Художественное наследие Крвавича составляют более 90 скульптурных произведений, в том числе — монумент Боевой Славы Вооруженных Сил СССР (Львов, 1970); памятники И. Я. Франко (1964), М. С. Шашкевичу (1990), М. С. Грушевскому (1994, Львов, с соавторами), И. Вишенскому (1979, Судовая Вишня, Львовская область), Маркияну Шашкевичу (1993, Золочев (Львовская область), с соавторами), А. Е. Крымскому (1988, Владимир-Волынский, Волынская область); скульптурные композиции «Карпатская легенда» (1959), «Весна» (1968); станковые скульптуры, портреты.

## Награды
- орден «Знак Почёта» (24.11.1960).
- народный художник Украинской ССР (1990).
- Государственная премия УССР имени Т. Г. Шевченко (1972) — за монумент Боевой славы советских вооружённых сил во Львове.

## Избранная библиография
Автор более 85 научных трудов, в том числе исследований по искусствоведению:
- Малярство в Київській Русі (2004)
- Станкове та монументальне малярство
- Ілюстрації в кольорі
- Архітектурно-декоративна та статуарна пластика
- Витоки християнізації мистецтва. Архітектура візантійських міст Півдня України (VI—VIII ст.) (2004)
- Ранньохристиянська скульптура. Ідеопластика кочовників степу і слов"ян
- Феномен іконоборства і мистецтво Тавриди
- Християнський світогляд і духовність людини
- Архетип софійності світу в давньоруському мистецтві
- Рецепція візантійського християнства в давньоруській архітектурі
- Семантика давньоруської скульптури
- Синтез мистецтв у християнській традиції (теоретичний та естетичний аспекти)
- Оборонне зодчество и др.

Участник около пятидесяти коллективных и персональных выставок.